# Бойд, Лиона
Лиона Мария Каролинна Бойд (англ. Liona Maria Carolynne Boyd) — канадская и американская гитаристка, композитор и певица XX—XXI веков, уроженка Великобритании, известная как «первая леди канадской гитары». Наибольшую известность получила как исполнительница академических гитарных произведений, однако выступала также с Гордоном Лайтфутом, Четом Аткинсом, Роджером Уиттакером и другими эстрадными и рок-музыкантами. Выпустила свыше 20 инструментальных альбомов с ведущими лейблами. После того как в 2009 году у Бойд была диагностирована фокальная дистония, она сосредоточилась на композиторской и вокальной карьере. Пятикратный лауреат премии «Джуно» как исполнитель-инструменталист года, столько же раз признавалась классическим исполнителем года в опросах журнала Guitar Player; кавалер ордена Онтарио (1991) и офицер ордена Канады (2021), почётный доктор ряда канадских университетов.

## Биография
Родилась в 1949 году в Лондоне и ещё в детстве переехала в Канаду (канадское гражданство получила в 1975 году). С 13 лет начала брать уроки игры на гитаре в Торонто у Эли Касснера. В 1971 году в Орфордском центре искусств училась у Александра Лагойи. В 1972 году окончила с отличием бакалавриат по специальности «музыка» в Торонтском университете. С 1972 по 1974 год проживала в Европе, занималась в Париже у Лагойи, посещала мастер-классы Джулиана Брима (кумира своего детства), Алирио Диаса, Нарсисо Йепеса и Андреса Сеговии.
С 1974 года записывала альбомы классической музыки в гитарном исполнении для серии Master Concert лейбла Boot (компании Тома Коннорса), с которой в общей сложности выпустила три успешных диска. В марте 1975 года дебютировала на сцене зала сольных концертов Карнеги-холла. В 1976 году участвовала в туре по Северной Америке с Гордоном Лайтфутом, выступая «на разогреве» и популяризируя классическую гитару. Позже выступала с такими исполнителями как Чет Аткинс, Андре Ганьон (вместе записали Chanson pour Liona), Роджер Уиттакер и Георге Замфир. Вместе с Аткинсом и другими гитаристами записала альбом-кроссовер на стыке классической музыки и кантри The First Nashville Guitar Quartet. Среди коллективов, с которыми работала Бойд, — Английский камерный оркестр, Boston Pops, Canadian Brass и Камерный оркестр Макгиллского университета.
С 1977 года сотрудничала с лейблом CBS Masterworks, записав ряд успешных альбомов, в том числе свой первый платиновый альбом A Guitar for Christmas. Выполняла также записи для других ведущих лейблов, таких как RCA Records, Sony и PolyGram. Давала персональные концерты для глав государств и правительств — Пьера Трюдо, Елизаветы II и принца Филиппа, Фиделя Кастро и Рональда Рейгана. В 1986 году совместно с Йо Йо Ма, Эриком Клэптоном и Дэвидом Гилмором записала альбом Persona в жанре нью-эйдж, а позже в том же году гастролировала с квартетом исполнителей на электроинструментах. Эти эксперименты вызвали смешанную реакцию, и в следующем году Бойд вернулась к классической гитаре, хотя стала включать в программы больше произведений собственного сочинения и уделять больше внимания музыке в латинском стиле.
Среди творчества Бойд — музыка для телевизионного фильма «Пальто из прошлого» (англ. The Olden Days Coat, 1981, по книге Маргарет Лоренс) и документальной ленты «Картины на воде» (англ. Pictures on Water, 1989). Компакт-диск с её произведением Kitty on the Keys в исполнении пианиста Фрэнка Миллза был выпущен лейблом Capitol в 1988 году. Её репертуар включает собственные переложения для гитары произведений Баха, Бетховена, Готшалка, Дебюсси, Пуччини, Сати, Чимарозы и Шопена. С 1970 по 1988 год были иданы шесть сборников собственных произведений Бойд и её гитарных транскрипций работ других авторов. Среди современных композиторов, которым Бойд заказывала новые произведения для гитары, — квебекский автор Ришар Фортен (Concerto of the Andes, 1990), Милтон Барнс («Фантазия для гитары»), Годфри Ридаут (Capriccio).
С 1991 года проживала в Калифорнии, а с 2007 года — в Коннектикуте. Основала собственный лейбл звукозаписи Moston Records, на котором выпускала диски с 1995 года. В 1998 году опубликовала автобиографию «В моей собственной тональности: моя жизнь в любви и музыке» (англ. In My Own Key: My Life in Love and Music), где рассказывалось, в частности, о длившемся 8 лет и завершившемся в 1983 году романе с канадским премьер-министром Пьером Трюдо. В 2000 году сингл Бойд «Lullaby for My Love» достиг первой позиции в чарте MP3.com. В 2009 году исполнительская карьера гитаристки оказалась под угрозой из-за развившейся у неё фокальной дистонии — болезни, часто поражающей исполнителей-виртуозов, которые слишком много времени проводят за инструментом. В результате Бойд переключилась с гитарной музыки на вокальное исполнение. Первым её вокальным диском стал в том же году альбом Liona Boyd Sings Songs of Love, который она записала с певцом и гитаристом Срджаном Гьивое. В 2017 году вышла вторая автобиография Бойд «Нет лекарства от любви» (англ. No Remedy for Love).

## Избранная дискография
- 1974 — The Guitar: Bach — Albeniz — D. Scarlatti — et al. (Boot Records)
- 1976 — Liona: Cimarosa — Feuerstein — Boyd — et al. (Boot)
- 1977 — Miniatures for Guitar: Tarrega — Carcassi — Sor — et al. (Boot)
- 1978 — The First Lady of the Guitar: Barnes[англ.] — Barrios — Payet — et al. (Columbia)
- 1980 — Spanish Fantasy: Tarrega — Pujol — Sor — et al. (CBS Masterworks)
- 1981 — A Guitar for Christmas: Robertson[англ.] — Bach — et al. (CBS)
- 1982 — Best of Liona Boyd: Boyd — Bach — et al. (CBS)
- 1983 — Virtuoso: Villa-Lobos — Payet — Berkeley — et al. (CBS)
- 1984 — Live in Tokyo: Dowland — Soler — Falla — et al. (CBS)
- 1985 — The Romantic Guitar of Liona Boyd: Boyd — Rota — Vangelis — et al. (Silver Eagle — CBS)
- 1985 — Encore: Boyd — Chopin — Fortin (A&M)
- 1989 — Highlights: Bach — Scarlatti — et al. (A&M)
- 1990 — Paddle to the Sea (Oak Street)
- 1991 — Dancing on the Edge (A&M)
- 1995 — Classically Yours (Moston)
- 1998 — Baroque Favourites: Bach — Albinoni — Cimarosa — et al. (Moston)
- 1998 — The Spanish Album: Boyd — Fortin — Albéniz — et al. (Moston)
- 1999 — Whispers of Love (Moston)
- 2000 — Passport to Serenity (Moston)
- 2002 — Camino Latino — Latin Journey (Moston)
- 2009 — Liona Boyd Sings Songs of Love (Universal Canada)
- 2009 — Seven Journeys: Music for the Soul & the Imagination (Universal)
- 2015 — Relaxing Guitar for Insomnia, Dreaming & Romance (Moston)
- 2017 — No Remedy for Love (Moston)

## Награды и звания
- Премья Ванье (1979)
- 5 премий «Джуно» в номинации «Лучший исполнитель-инструменталист года» (1979, 1982—1984[1], 1996[2])
- 5 раз избиралась классической гитаристкой года журналом Guitar Player
- Кавалер ордена Канады (1981), произведена в офицеры ордена Канады в 2021 году[3]
- Кавалер ордена Онтарио (1991)
- Почётный доктор Летбриджского университетa (1981), Университета Брока (1990), Университета Саймона Фрейзера (1991), Университета Виктории (1996).